# Protaetia drumonti
Protaetia drumonti är en skalbaggsart som beskrevs av Alexis 1995. Protaetia drumonti ingår i släktet Protaetia och familjen Cetoniidae. Inga underarter finns listade i Catalogue of Life.